# Fournier huppé
Furnarius cristatus
Espèce
Statut de conservation UICN

 LC  : Préoccupation mineure
Le Fournier huppé (Furnarius cristatus) est une espèce de passereaux de la famille des Furnariidae. Il a été décrit par Hermann Burmeister en 1888.

## Répartition
Cet oiseau peuple le Gran Chaco.